# (8350) 1989 AG
1989 أي جي (ويعرف أيضًا باسم (8350) 1989 أي جي وفق تسمية الكوكب الصغير) (بالإنجليزية: 1989 AG)‏ هو كويكب ضمن حزام الكويكبات؛ وترتيبه 8350 من حيث الاكتشاف.
اكتُشف هذا الجُرم الفلكي بواسطة Tsutomu Hioki ‏ في 2 يناير 1989.

## وصلات خارجية
- (8350) 1989 AG في قاعدة بيانات مختبر الدفع النفاث لأجرام النظام الشمسي الصغيرة

- الاكتشاف · مخطط المدار ·  العناصر المدارية · المعلمات المادية

- (8350) 1989 AG على موقع ويكي سكاي: DSS2, SDSS, GALEX, IRAS, Hydrogen α, X-Ray, Astrophoto, Sky Map, Articles and images